# Jürgen Koch (Fußballspieler)
Jürgen Koch (* 31. Mai 1942; † 8. Juli 2019) war ein deutscher Fußballspieler.

## Laufbahn
Im Jahr 1960 absolvierte der talentierte Linksaußen alle sechs ausgetragenen Länderspiele in der Jugendnationalmannschaft des DFB. An der Seite von Gerhard Elfert bildete er dabei auch den linken Flügel beim UEFA-Juniorenturnier im April. Sein letztes Jugendländerspiel absolvierte er am 18. Juni 1960 in Vejle beim 1:0-Erfolg gegen Dänemark neben dem auf Halblinks agierenden Wolfgang Overath.
Ab der Saison 1960/61 spielte der vom SuS 13 Recklinghausen gekommene Offensivspieler bei Westfalia Herne in der damals erstklassigen Fußball-Oberliga West. In seiner ersten Saison (1960/61) kam er neben den prominenten Mitspielern Hans Tilkowski, Alfred Pyka, Helmut Benthaus, Otto Luttrop und Gerhard Clement auf 27 Ligaeinsätze und wurde mit 13 Treffern der Torschützenkönig der Westfalia. Sein Debüt in der Oberliga West gab die Nachwuchshoffnung im ersten Heimspiel, am 21. August 1960, beim 3:2-Erfolg gegen Borussia Dortmund. In der 43. Spielminute brachte er mit einem Tor die Mannschaft des Trainers Fritz Langner mit 2:1 in Führung. Mit der Westfalia errang Koch durch einen 2:0-Sieg bei Preußen Münster sogar die Herbstmeisterschaft der Saison 1960/61, am Ende der Spielzeit landete man auf Platz fünf. Er absolvierte für die Mannschaft vom Stadion am Schloss Strünkede bis 1963 in der Oberliga 75 Spiele und erzielte dabei 22 Tore.
Von 1963 bis 1966 spielte der Angreifer mit Westfalia Herne in der Regionalliga West. Beim westdeutschen Oberligameister von 1959, der keine Zulassung zur neu gegründeten Bundesliga erhalten hatte, war Jürgen Koch in der Spielzeit 1963/64 mit elf Saisontreffern bester Torschütze des Klubs in der Angreifsreihe neben Hans Cieslarczyk, Gerhard Clement und Jürgen Bandura. Mit der Westfalia belegte der frühere DFB-Jugendauswahlspieler 1964 den sechsten Rang, weit abgeschlagen hinter dem Meister Alemannia Aachen und dem Vizemeister Wuppertaler SV. Nach zwei weiteren Jahren in Herne und mittelmäßigen Platzierungen wechselte Koch 1966 nach insgesamt 80 Regionalligaeinsätzen mit 31 Toren in die Fußball-Bundesliga zu Fortuna Düsseldorf. Sein Debüt im deutschen Fußball-Oberhaus gab er am 20. August 1966 beim 2:1-Auswärtssieg der Fortuna bei Borussia Dortmund. Am Starttag in die Bundesligasaison 1966/67 vertraute Trainer Kuno Klötzer im Angriff des Bundesligaaufsteigers auf die Formation mit Jürgen Koch, Reinhold Straus, Peter Meyer, Jürgen Schult und Waldemar Gerhardt. Zum 2:0-Auswärtserfolg am 10. September 1966 bei Hannover 96 steuerte der Ex-Herner beide Treffer bei. Insgesamt kam Jürgen Koch in  seiner Premierensaison auf 16 Spiele, in denen er zwei Tore erzielte.
Nach nur einem Jahr in der ersten Bundesliga, das mit dem Abstieg Düsseldorfs in die Regionalliga endete, wechselte Koch 1967 den Verein und schloss sich Hamborn 07 an. Bei den Hamborner „Löwen“ kamen von 1967 bis 1969 neben den Mitspielern Werner Scholz, Hans-Werner Hartl, Heinz Versteeg und Dieter Herzog weitere 38 Einsätze mit 13 Toren in der Regionalliga West für den Angreifer hinzu. Danach ging er in das Amateurlager zurück und schloss sich dem Landesligisten Olympia Bocholt als Spielertrainer an, mit dem er 1969/70 in die höchste Amateurklasse, die Verbandsliga Niederrhein, aufstieg. Nach dem Abstieg zwei Jahre später schaffte Koch mit dem Verein 1973 den unmittelbaren Wiederaufstieg in die drittklassige Verbandsliga. 1975 wechselte Jürgen Koch zum Landesligisten VfB Rheingold Emmerich, wo er als Spielertrainer noch bis 1978 tätig war.